# Kreisgericht Kupiškis
Das Kreisgericht Kupiškis (lit. Kupiškio rajono apylinkės teismas) ist ein Kreisgericht mit drei Richtern in Litauen. Das zuständige Territorium ist die  Rajongemeinde Anykščiai. Das Gericht der 2. Instanz ist das Bezirksgericht Panevėžys. Im Gericht arbeiten drei Gerichtsverhandlungssekretärinnen, eine Richtergehilfin, eine Büroleiterin, eine Gerichtsfinanzistin, eine Büro-Sekretäterin, eine Bürospezialistin, eine Archivarin, ein Informatiker und ein Leiter der Haushaltsabteilung.
Adresse:  L. Stuokos-Gucevičiaus a. 10, 40130, Kupiškis.

## Gerichtspräsidenten
- Kęstutis Šabanas (1992–2006)
- Irena Pocevičienė  (2006–2012)
- Saulius Vanagas (seit 2012)